# Kleingebiet Bélapátfalva
Das Kleingebiet Bélapátfalva (ungarisch Bélapátfalvai kistérség) war bis Ende 2012 eine ungarische Verwaltungseinheit (LAU-1) im Nordosten des Komitats Heves in Nordungarn. Im Zuge der Verwaltungsreform Anfang 2013 wurden 8 der 13 Ortschaften (mit 8.870 Einwohnern) in den nachfolgenden Kreis Bélapátfalva (ungarisch Bélapátfalvai járás) übernommen, 5 Ortschaften (mit 3.330 Einwohnern) wurden dem südlicher gelegenen Kreis Eger zugeordnet.
Ende 2012 lebten auf einer Fläche von 260,06 km² 12.200 Einwohner. Das Kleingebiet war flächen- und bevölkerungsmäßig das kleinste im Komitat und hatte eine Bevölkerungsdichte von 47 Einwohnern/km².
Der Verwaltungssitz befand sich in der einzigen Stadt Bélapátfalva (3.075 Ew.).

## Gemeinden
| Balaton    | Bátor        | Bekölce      | Bélapátfalva | Bükkszentmárton |
| Egerbocs   | Egercsehi    | Hevesaranyos | Mikófalva    | Mónosbél        |
| Nagyvisnyó | Szilvásvárad | Szúcs        |              |                 |